# Čevelj
Čevelj je obuvalo s trdnejšimi podplati, segajoče največ malo čez gleženj. V osnovi so čevlji namenjeni zaščiti in podpori stopala, odvisno od oblike pa so lahko tudi modni element. Zaščitni čevlji s posebej ojačano zgradbo so del obvezne osebne opreme pri nekaterih dejavnostih, kjer je pomembna zaščitna funkcija, poleg njih obstajajo še številni drugi specializirani tipi čevljev za določene aktivnosti, na primer nogometni čevlji s posebnimi čepi za boljši oprijem podlage na podplatu.
V splošnem so lahko čevlji nizki ali visoki, zapenjajo se z zaponko ali vezalkami, lahko se samo nataknejo na nogo. Peta je lahko nizka ali visoka. Tradicionalno so izdelani iz usnja in blaga, v sodobnem času pa pogosto iz umetnih materialov.